# NGC 5953
NGC 5953 је лентикуларна галаксија у сазвежђу Змија која се налази на NGC листи објеката дубоког неба.
Деклинација објекта је + 15° 11' 39" а ректасцензија 15h 34m 32,3s. Привидна величина (магнитуда) објекта NGC 5953 износи 12,0 а фотографска магнитуда 12,9. Налази се на удаљености од 33,0000 милиона парсека од Сунца. NGC 5953 је још познат и под ознакама UGC 9903, MCG 3-40-5, CGCG 107-8, IRAS 15322+1521, ARP 91, VV 244, KCPG 468A, PGC 55480.